# Gheorghe Falcă
Gheorghe Falcă (ur. 22 stycznia 1967 w Bradzie) – rumuński polityk, inżynier i samorządowiec, długoletni burmistrz Aradu, poseł do Parlamentu Europejskiego IX i X kadencji.

## Życiorys
Z wykształcenia inżynier budownictwa, ukończył studia w Institutul Politehnic „Traian Vuia” w Timișoarze. Pracował jako inżynier i dyrektor przedsiębiorstwa w Aradzie, w połowie lat 90. był też zatrudniony w jednym z włoskich przedsiębiorstw.
W okresie przemian politycznych z 1989 związany z Frontem Ocalenia Narodowego. Działał następnie w Partii Demokratycznej (w 2007 przekształconej w Partię Demokratyczno-Liberalną). W latach 1998–2000 był przewodniczącym organizacji młodzieżowej PD. W 2003 został sekretarzem wykonawczym w stałym biurze swojej partii. Dołączył później wraz ze swoim ugrupowaniem do Partii Narodowo-Liberalnej.
W 2000 objął stanowisko wiceprzewodniczącego rady okręgu Arad. W 2004 został powołany na urząd burmistrza Aradu, uzyskując następnie reelekcję na kolejne kadencje do 2016 włącznie. Od 2009 pełnił też funkcję przewodniczącego Asociaţia Municipiilor din România, stowarzyszenia rumuńskich miejscowości. W 2019 z listy PNL uzyskał mandat posła do Parlamentu Europejskiego IX kadencji. Z powodzeniem ubiegał się o reelekcję w wyborach w 2024.